# Филошенский сельсовет
Филошенский сельсовет — упразднённое сельское поселение в Венгеровском районе Новосибирской области Российской Федерации.
Административный центр — село Филошенка.

## История
Статус и границы сельского поселения установлены Законом Новосибирской области от 2 июня 2004 года № 200-ОЗ «О статусе и границах муниципальных образований Новосибирской области»
К 1 января 2021 года Филошенский и Новокуликовский сельсоветы присоединены к Сибирцевскому 2-му сельсовету.

## Население
| 2002 | 2010 | 2012 | 2013 | 2014 | 2015 | 2016 |
| ---- | ---- | ---- | ---- | ---- | ---- | ---- |
| 292  | ↘180 | ↘170 | ↘150 | ↘140 | ↘133 | ↘120 |
| 2017 | 2018 | 2019 | 2020 |      |      |      |
| ↘110 | ↘104 | ↘99  | ↘90  |      |      |      |

## Состав сельского поселения
| № | Населённый пункт | Тип населённого пункта       | Население |
| - | ---------------- | ---------------------------- | --------- |
| 1 | Улуцк            | деревня                      | ↗23       |
| 2 | Филошенка        | село, административный центр | ↘157      |